# Славин (Вареш)
Славин је насељено мјесто у општини Вареш, Босна и Херцеговина.

## Становништво
|             | 2013.      | 1991.        |
| Укупно      | 3 (100,0%) | 112 (100,0%) |
| Срби        | 3 (100,0%) | 105 (93,75%) |
| Остали      | –          | 5 (4,464%)   |
| Југословени | –          | 2 (1,786%)   |
| Бошњаци     | –          | 0 (0,000%)1  |
| Хрвати      | –          | 0 (0,000%)   |

1. 1 На пописима од 1971. до 1991. Бошњаци су пописивани углавном као Муслимани.